# La Tombe
La Tombe – miejscowość i gmina we Francji, w regionie Île-de-France, w departamencie Sekwana i Marna. Przez miejscowość przepływa Sekwana. 
Według danych na rok 1990 gminę zamieszkiwały 194 osoby, a gęstość zaludnienia wynosiła 25 osób/km² (wśród 1287 gmin regionu Île-de-France La Tombe plasuje się na 997. miejscu pod względem liczby ludności, natomiast pod względem powierzchni na miejscu 506.).